# Jacques Lemieux
Jacques Leonard Lemieux (Matane, 8 aprile 1943) è un ex hockeista su ghiaccio canadese che nel corso della carriera ha giocato nella National Hockey League.

## Carriera
Lemieux giocò a livello giovanile per due stagioni nella Northern Ontario Hockey Association esordendo già nella stagione 1963-1964 fra i professionisti nell'organizzazione dei Montreal Canadiens.
Dopo aver giocato per tre stagioni nella Central Hockey League con gli Omaha Knights e gli Houston Apollos Lemieux giocò la stagione 1966-1967 in American Hockey League con i Cleveland Barons totalizzando 38 punti in 73 apparizioni..
Nell'estate del 1967 in occasione dell'NHL Expansion Draft Lemieux fu selezionato dai Los Angeles Kings, una delle sei nuove franchigie iscritte alla lega. Rimase a Los Angeles per tre stagioni dividendosi fra la NHL e le leghe minori presso i farm team degli Springfield Kings e dei Denver Spurs. Tuttavia il suo rendimento fu fortemente condizionato dagli infortuni. Nella primavera del 1970 fu ceduto ai Toronto Maple Leafs tuttavia già al termine dell'anno fu costretto a ritirarsi dall'attività agonistica.